# Стюршьо
Стюршьо (на шведски: Styrsö) е малък град в югозападната част на Швеция, лен Вестра Йоталанд, община Гьотеборг. Разположен е на едноименния остров Стюршьо в пролива Категат. Намира се на около 420 km на югозапад от столицата Стокхолм и на около 25 km на югозапад от центъра на лена Гьотеборг. Населението на града е 1328 жители, по приблизителна оценка от декември 2017 г.